# 전송림
전송림(1985년 9월 19일, 평양직할시 ~ )은 조선민주주의인민공화국의 축구 선수이며, 포지션은 공격수이다. 조선민주주의인민공화국 1부 리그의 소백수체육단에 소속되어 있다가 4.25체육단으로 이적하였고, 2008년 공화국선수권대회와 공화국창립기념일대회에서 우승을 차지하였다. 2009년 3월 지아 리그의 선양 둥진으로 이적하였다.